# 伯蒙德賽
伯蒙德賽（英語：Bermondsey）是英國倫敦南部的一個地區。在行政區劃上，伯蒙德賽屬於南華克倫敦自治市。在二戰期間伯蒙德賽曾經遭到了嚴重的轟炸。1980年代之後，伯蒙德賽荒廢的碼頭和倉庫得到了重新開發。米爾沃爾足球俱樂部的成立地點也是伯蒙德賽。